# Luminița Iacobescu
Luminița Iacobescu (n. 15 mai 1943, București, România) este o actriță română de teatru și film. 
După căsătorie, s-a mutat în Franța luând numele de Loumi Iacobesco.
Printre cele mai cunoscute filme ale sale se numără Tudor (1963), Camera albă (1965), Ultimul mohican (1968) și Lacombe Lucien (1974).

## Biografie
Luminița Iacobescu s-a născut la 15 mai 1943 în București. A absolvit Actoria la Institutul de Artă Teatrală și Cinematografică „Ion Luca Caragiale” din București în 1966 la clasa prof. George Carabin. După absolvire a jucat pentru un scurt timp la Teatrul Național Marin Sorescu Craiova, în doar trei piese de teatru.
Debutul în cinematografie la făcut încă din primul an de studenție cu filmul regizat de Lucian Bratu, Tudor, interpretând rolul Tincuței, alături de Emanoil Petruț, George Vraca și Alexandru Giugaru. Al doilea rol de film a fost cel al Sabinei Lipan, din filmul Calea Victoriei sau cheia visurilor, în regia lui Marius Teodorescu în care a jucat alături de Nicolae Dinică și Geo Barton.
La prima ediție a Festivalului „Cerbul de Aur” de la Brașov, care a avut loc în 1968, a fost prezentatoarea concursului, alături de Stela Popescu și Iurie Darie.
Tot în 1968 a fost invitată să joace rolul Corei Monroe în Ultimul Mohican (Die Lederstrumpfgeschichten), film bazat pe romanul lui James Fenimore Cooper, în regia lui Jean Dréville, Pierre Gaspard-Huit și Sergiu Nicolaescu.
Căsătorindu-se cu un pianist francez pe care l-a cunoscut la „Festivalul Cerbul de Aur”, se stabilește în Franța la Paris. 
În Franța, continuă cariera sa de actriță, fiind distribuită în filme și seriale de televiziune, jucând sub numele de Loumi Jacobesco. Astfel joacă rolulul principal al Mariannei, în Rue de Buci (1972) și al Hildei Muramer, în filmul omonim, sau pe Betty Beaulieu în Lacombe Lucien de Louis Malle, film nominalizat la Oscar pentru cel mai bun film străin.

## Filmografie selectivă
în România
- 1963 Tudor, regia Lucian Bratu : Tincuța
- 1965 Camera albă, regia Virgil Calotescu : Ileana
- 1966 Calea Victoriei sau cheia visurilor, regia Marius Teodorescu : Sabina Lipan

în Franța și Germania, ca Loumi Iacobesco
- 1967 Les Globe-trotters (episodul Ursul din serial), regia Claude Boissol și Jacques Pinoteau : Ioana (ca Luminița Iacobescu)
- 1968 Ultimul mohican (Die Lederstrumpferzählungen), : Cora Munro (ca Loumi Jacobesco) (miniserie TV)
- 1970 À corps perdu, regia Abder Isker : Lydia Valesco
- 1971 La Polonaise, regia Henri Spade : Malka (film TV)
- 1971 Mon fils, regia François Martin : Vladia (miniserie TV)
- 1971 La réorganisation, regia Jean Becker, episod din Les saintes chéries : Miss Peggy Tweedy (miniserie TV)
- 1972 Die Witwen oder Eine vollkommene Lösung, regia Tom Toelle : Francoise (ca Luminita Iacobesco)
- 1972 Attale, esclave gaulois, regia Jean-Pierre Decourt : Yseut (din Les évasions célèbres, serial TV)
- 1972 Rue de Buci, regia Gérald Duduyer : Marianne (film TV)
- 1973 Merkwürdige Lebensgeschichte des Friedrich Freiherrn von der Trenck, regia Fritz Umgelter, episodul Die Gruft : Madame Bestuscheff (miniserie TV)
- 1973 Hilda Muramer, regia Jacques Trébouta : Helda Muramer (film TV)
- 1974 Lacombe Lucien, regia Louis Malle : Betty Beaulieu
- 1974 Das blaue Palais, regia Rainer Erler, episoadele Das Genie, Der Verräter și Das Medium : Sibilla Jacopescu (miniserie TV)
- 1977 Commissaire Moulin, regia Jacques Trébouta, episodul Marée basse : Cécile Altman (serial TV)
- 1977 Bătrânul, regia José Giovanni, episodul Der Alte schlägt zweimal zu : Vanessa (serial TV)
- 1978 Paul kommt zurück, regia Peter F. Bringmann : Nikky (film TV)
- 1980 La vie des autres,regia Pierre Goutas, episodul La croix dans le coeur : Sandra (serial TV)
- 1980 Les amours des années folles, regia Philippe Galardi, episodul Prince ou pitre : Sophie (serial TV)